# Léon Dupont
Léon Dupont (18 de maig de 1881 - 6 d'octubre de 1956) va ser un atleta belga que va competir a començaments del segle xx. Va destacar en el salt d'alçada i el salt de llargada.
El 1906 va prendre part en els Jocs Intercalats d'Atenes, on va disputar tres proves del programa d'atletisme. En la prova del salt d'alçada aturat guanyà la medalla de plata, medalla que compartí amb Lawson Robertson i Martin Sheridan. En el salt de longitud aturat fou quart i en el salt d'alçada es desconeix la posició final.
Dos anys després va disputar els Jocs de Londres, on tornà a disputar tres proves del programa d'atletisme. En el salt d'alçada aturat fou vuitè; setzè en salt d'alçada i es desconeix la posició exacta en què finalitzà la prova del salt de llargada aturat.